# Вила Сан Ромуалдо (Терамо)
Вила Сан Ромуалдо је насеље у Италији у округу Терамо, региону Абруцо.
Према процени из 2011. у насељу је живело 259 становника. Насеље се налази на надморској висини од 342 м.